# Edi Orioli
Edi Orioli (Udine, 5 dicembre 1962) è un pilota motociclistico e pilota automobilistico italiano, specializzato in rally raid, vincitore in carriera di quattro edizioni del Rally Dakar con le moto (1988, 1990, 1994 e 1996).

## Biografia
Inizia a gareggiare con le moto da enduro nel 1978, dove si dimostra subito un ottimo pilota. Partecipa a diverse gare in Friuli arrivando sempre tra le prime posizioni; in seguito conquista titoli nazionali (il primo, il trofeo FMI Cadetti classe 50, è del 1979) e mondiali. Si dedica ai Rally dal 1985, comprese 13 partecipazioni alla Parigi-Dakar. Ne vince 4: nel 1988 su Honda, nel 1990 e nel 1994 su Cagiva e nel 1996 con la Yamaha. Nel 1988, Orioli si aggiudica la prima vittoria di un motociclista italiano alla Parigi-Dakar, ed è anche la prima volta che la Honda è rappresentata da un team italiano.
Nel 2000, con il nuovo millennio, decide di smettere con le moto. Edi ha sempre covato una grande passione anche per le auto, di cui nella sua carriera vanta numerose gare nei Rally nazionali e gare di durata nella categoria turismo, partecipando 5 volte alla 24 ore del Nürburgring e alla 24 Ore di Spa-Francorchamps, ma l'Africa chiama e dopo un anno di pausa Edi Orioli riparte di nuovo nel deserto con le auto, prima con Nissan e poi con l'Isuzu, classificandosi diciassettesimo assoluto alla Dakar del 2007, ancora una volta migliore degli Italiani.
Con le auto Orioli aveva già gareggiato in precedenza in rare occasioni, ad esempio nel 1993 aveva vinto l'Italian Baja alla guida di una Mercedes TE Raid.

## Palmarès

### Rally Dakar
| Anno | Categoria                | Mezzo                    | Pos.                     |
| ---- | ------------------------ | ------------------------ | ------------------------ |
| 1986 | Moto                     | Honda                    | 6º                       |
| 1987 | Moto                     | Honda                    | 2º                       |
| 1988 | Moto                     | Honda                    | 1º                       |
| 1989 | Moto                     | Cagiva                   | 7º                       |
| 1990 | Moto                     | Cagiva                   | 1º                       |
| 1991 | Moto                     | Cagiva                   | 8º                       |
| 1992 | Moto                     | Cagiva                   | 7º                       |
| 1993 | Auto                     | Mercedes                 | Rit.                     |
| 1994 | Moto                     | Cagiva                   | 1º                       |
| 1995 | Moto                     | Cagiva                   | 3º                       |
| 1996 | Moto                     | Yamaha                   | 1º                       |
| 1997 | Opinionista per Italia 1 | Opinionista per Italia 1 | Opinionista per Italia 1 |
| 1998 | Moto                     | BMW                      | Rit.                     |
| 1999 | Moto                     | KTM                      | Rit.                     |
| 2005 | Auto                     | Isuzu                    | 41º                      |
| 2007 | Auto                     | Isuzu                    | 17º                      |

### Altri risultati

#### Moto
1982
- al Rally dei Faraoni

1993
- al Rally dei Faraoni

#### Auto
1993
- al Italian Baja